# UQ mobile

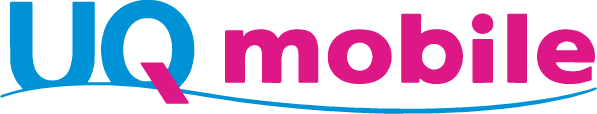
UQ mobileのロゴ

UQ mobile （ユーキューモバイル）は、KDDIが提供しているau 4G LTE・VoLTE・5Gを利用した移動体通信事業（MNO）であり、同社のメインブランドのauに対して、こちらはサブブランドである。ただし、沖縄県ではKDDIではなく、沖縄セルラー電話の事業となっている。
なお、2020年9月までは、沖縄県を除く地域はUQコミュニケーションズが、沖縄県ではUQモバイル沖縄がUQ mobileのサービスを提供していた。

## 概要
2010年代中盤に、それまでの日本では少数だったSIMロックフリースマートフォンが多数発売されるようになり、SIMフリースマートフォンとのセット販売（「いわゆる「格安スマホ」）を目論んで新規参入が相次いだMVNOへの大手キャリアからの顧客流出（特にNTTドコモ回線を利用したMVNOへの流出）を危惧していたKDDIが2014年8月に設立した子会社「KDDIバリューイネイブラー」で同年12月にサービス開始した仮想移動体通信事業者（MVNO）のブランドである。なお、同じ2014年には、ソフトバンクのサブブランド「Y!mobile」も登場している。
その後、2015年10月にKDDIバリューイネイブラーがUQ WiMAXを展開するUQコミュニケーションズに吸収合併され展開されていたが、2020年10月にKDDIがUQコミュニケーションズからUQ mobile事業を継承し、同社が運営するMNOとなった。
最新ハイエンド端末を中心に販売し、大容量のデータ通信や長時間通話を行うユーザーを主なターゲットにしたメインブランドのauとは別に、「格安」を謳うMVNOに対抗するためのライトユーザー向けブランドとして、サービスやセット販売で提供する端末をミッドレンジ以下の機種に絞り、事業展開している。また、全体的に「Y!mobile」の料金プランよりも無料通話分を減らし、通信容量を増やしているのが特徴で、販売される端末は一部を除いてSIMロックフリーである。
2024年12月より、5G SAサービスの提供を開始した。

## サービス

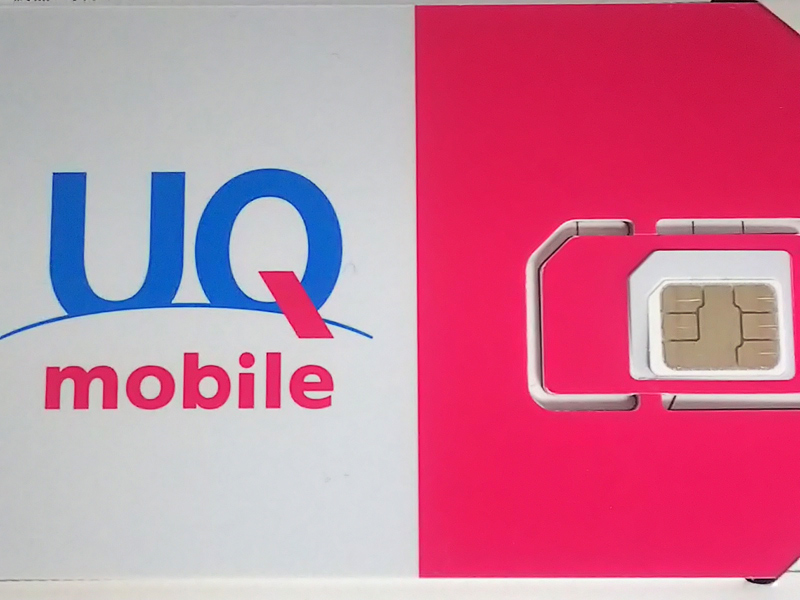
UQ mobile SIMカード

### VoLTE
VoLTEプランは、SIMロック解除済のau 4G LTEのVoLTEに対応の端末のみが使用可能である。WEBの閲覧やメールの送受信などのデータ通信と音声通話を同時に利用できる。au VoLTE対応機種同士、auの4G LTEエリア内で高音質通話を利用できる。2015年11月17日から、対応するSIMの取扱いを開始した。

### ターボ機能・節約モード
ターボ機能をONにすると通常の速度で通信できる。ターボ機能がOFFの場合（節約モード）の最大受信速度は、
- スマホプランS・M・L、くりこしプランS、ミニミニプラン、おしゃべりプラン、ぴったりプラン - 300kbps
- スマホプランR、くりこしプランM・L - 1Mbps
- データ高速プラン - 200kbps
- データ無制限プラン - 500kbps

となるが、データ容量を消費せず通信できる。75KB以下のバースト転送に対応しているため、一回の転送当たり75KB以下の通信であれば速度制限なく利用できる。
ただし、3日間で6GB以上利用で翌日の昼頃〜翌々日の昼頃まで速度制限される。

### 自宅セット割・家族セット割
2021年6月に、「くりこしプラン」の契約者用割引である「でんきセット割」として開始。UQでんき・auでんきいずれかの契約者本人及びその家族が申し込むことによって、条件を満たした翌月の請求分から料金が割り引かれるもの。
2021年9月からは、「自宅セット割」と名称を変更し、割引対象範囲が拡大され「でんきコース」「インターネットコース」の2コースになった。「でんきコース」は、従前のでんきセット割と同じ。「インターネットコース」は、auひかりやauホームルーター 5G、auスマートバリュー割引対象となる共通の提供先の契約者が該当する。対象プランは2021年9月から受付を開始したくりこしプラン+5Gのみ。なお、くりこしプランで旧「でんきセット割」適用者は2021年9月をもって自動的に「でんきコース」の適用となる。但し、両方のコースの重複は出来ない。
2023年6月から導入のミニミニプラン・トクトクプランには、同一住所に住む家族が同種のプランを契約した場合に適用される「家族セット割」の取り扱いを開始した。（「自宅セット割」との重複はできない）
割引額
- 自宅セット割：くりこしプランL 780円、くりこしプランS・M 580円、ミニミニプラン・トクトクプラン 1000円
- 家族セット割：ミニミニプラン・トクトクプラン 500円

### UQ親子応援割（UQモバイルの学割）
5歳から18歳以下の使用者がコミコミプランを契約すると基本料金から1年間の割引が受けられるサービス。条件を満たせば学割対象者の家族（10人まで）も割引が受けることができる。ただし自宅セット割との併用は不可。旧プランやミニミニプラン・トクトクプランは、対象外。
適用条件
- 申し込み時点で契約者または利用者の年齢が5歳以上18歳以下であること
- 家族はUQ親子応援割の対象者(契約者または利用者が5歳以上18歳以下)と同一のUQ親子応援割グループに加入すること
- コミコミプランに新たに加入すること

割引額や細かい適用条件は年度によって異なる。

## 料金
UQ mobileの月額料金。UQ mobile公式サイトより。（価格は、消費税・ユニバーサルサービス料・電話リレーサービス料別）
- 初期費用 - SIMパッケージ料金3,000円。UQ mobileウェルカムパッケージを使用時は無料。
- 最低利用期間内の契約解除料 - 9,500円。ただし、2019年10月以降の契約プランには契約期間や最低利用期間を設けているものはない。
- 音声通話 - 30秒20円
  - 通話オプション（2022年12月以降）　適用した場合、「でんわ基本パック(V)」を無料で使用できる。
    - 通話放題 - 月1,800円。「60歳以上通話割」を適用した場合、月800円。コミコミプラン、コミコミプラン+は月1,000円。
    - 通話放題ライト - 1回10分まで無料。月800円。
    - 通話パック（60分/月） - 月60分の通話分。月500円。

  - 通話オプション（2022年11月まで）
    - かけ放題（24時間いつでも）- 月1,700円。「60歳以上通話割」「シニア割（2021年2月まで提供、契約後6ヶ月間は700円引き）」の場合、月700円。
    - かけ放題（10分/回） - 1回10分まで無料。月700円。
    - 通話パック（60分/月） - 月60分の通話分。月500円。

  - 通話の国際ローミングは可能。
  - 転送電話 - 無料
  - コールウェイティング - au VoLTE対応SIMは200円/月。古いLTEのSIMは無料。
  - 電話基本パック
    - 4G用プラン - 留守番電話・迷惑電話撃退・三者通話のセットで380円/月。
    - 5G用プラン - 上記3点と割り込み通話のセットで400円/月（コミコミプラン・通話放題・通話放題ライト契約者は無料）。なお5G用プランに限り、パックの各機能を単独で契約可能。

  - 番号通知お願い - 無料
  - 通話明細サービス - 100円/月
- SMS - 基本料金無料[15]
  - 国内SMS送信料 - 3円から/通（文字数に応じて料金が決まる）
  - 国際SMS送信料 - 100円から/通（免税。文字数に応じて料金が決まる）
  - 海外SMS送信料 - 100円/通（免税）
- データ
  - 余ったデータ容量を翌月に繰り越し
  - データ容量超過後の通信速度：くりこしプランM・L、スマホプランRは1Mbps、それ以外は300Kbps
  - データチャージ
    - くりこしプランまで：100MBは200円、500MBは500円。有効期間は最終チャージから90日間。
    - くりこしプラン +5G以降：500MBは550円、1GBは1000円。有効期間は最終チャージから62日間。これとは別に、月500円で2GB（S）または5GB（M・L）がプラスされる「増量オプションII」がある。

  - テザリング - 無料
  - データ通信の国際ローミングは不可能。
- その他
  - 端末補償サービス - 380円/月
  - メールサービス - 200円/月。60歳以上通話割・シニア割の場合は無料。
  - ウイルスバスター モバイル 月額版 - 290円/月・ライセンス

| 名称                   | 料金月額 | 月額データ容量 | 備考 |
| ---------------------- | -------- | -------------- | --- |
| コミコミプランバリュー | 3480円   | 35GB           | 契約者はPontaパスを利用可能。 1回10分以内の国内通話が無料（例外あり） 電話基本パックの利用料が無料 自宅・家族セット割の対象外。 |
| トクトクプラン2        | 3680円   | 30GB           | データ使用量5GB以下の場合2680円                                                                                                 |

| 名称                            | 料金月額 | 月額データ容量 | 備考                                                                                              |
| ------------------------------- | -------- | -------------- | ------------------------------------------------------------------------------------------------- |
| ミニミニプラン                  | 2150円   | 4GB            |                                                                                                   |
| トクトクプラン                  | 3150円   | 15GB           | データ使用量1GB以下の場合は2070円                                                                 |
| コミコミプラン→ コミコミプラン+ | 2980円   | 20GB→ 33GB     | 1回10分以内の国内通話が無料（例外あり） 電話基本パックの利用料が無料 自宅・家族セット割の対象外。 |

| 名称（2021年9月以降） | 名称（2021年2月 - 8月） | 料金月額 | 月額データ容量 |
| --------------------- | ----------------------- | -------- | -------------- |
| くりこしプランS +5G   | くりこしプランS         | 1480円   | 3GB            |
| くりこしプランM +5G   | くりこしプランM         | 2480円   | 15GB           |
| くりこしプランL +5G   | くりこしプランL         | 3480円   | 25GB           |

| 名称          | 料金月額 | 月間データ容量 |
| ------------- | -------- | -------------- |
| スマホプランS | 1980円   | 3GB            |
| スマホプランR | 2980円   | 10GB           |

| 名称          | 料金月額 | 月間データ容量 |
| ------------- | -------- | -------------- |
| スマホプランS | 1980円   | 3GB            |
| スマホプランM | 2980円   | 9GB            |
| スマホプランL | 3980円   | 14GB           |

| 名称                        | 料金月額 | 月間データ容量 | 通信速度最大                                   | 最低利用期間 |
| --------------------------- | -------- | -------------- | ---------------------------------------------- | ------------ |
| データ高速+音声通話プラン   | 1680円   | 3GB            | 3GBまでは 受信225Mbps 送信25Mbps 超過時200kbps | 12ヶ月       |
| データ無制限+音声通話プラン | 2680円   | 無制限         | 500kbps                                        | 12ヶ月       |
| おしゃべりプランS           |          |                |                                                |              |
| おしゃべりプランM           |          |                |                                                |              |
| おしゃべりプランL           |          |                |                                                |              |
| ぴったりプランS             |          |                |                                                |              |
| ぴったりプランM             |          |                |                                                |              |
| ぴったりプランL             |          |                |                                                |              |

VoLTEの場合はプラン名称の末尾に(v)が付く。
| 名称               | 料金月額 | 月間データ容量 | 通信速度最大                                   | 最低利用期間 |
| ------------------ | -------- | -------------- | ---------------------------------------------- | ------------ |
| データ高速プラン   | 980円    | 3GB            | 3GBまでは 受信225Mbps 送信25Mbps 超過時200kbps | なし         |
| データ無制限プラン | 1980円   | 無制限         | 500kbps                                        | なし         |

VoLTEの場合はプラン名称の末尾に(v)が付く。

## 諸問題

### 通信障害
- 2022年7月2日未明から全国で携帯電話の通話やデータ通信が繋がりにくくなっている。また、UQ mobileと同じKDDIの回線を使用しているauやpovo、MVNOや一部回線を利用している楽天モバイルでも障害が発生した[20]。

## CM

### UQUEEN
出演者
- 満島ひかり
- 松田龍平

### 三姉妹
出演者
- 深田恭子
- 多部未華子
- 永野芽郁